# ボルダン賞
ボルダン賞（ボルダンしょう、Prix Bordin）はフランス学士院を構成する以下の5つのアカデミーによって各学問分野の優れた業績に対して毎年与えられる賞である。
- アカデミー・フランセーズ（文学・哲学）[2]
- 碑文・文芸アカデミー
- 科学アカデミー
- 倫理・政治学アカデミー（フランス語版）[3]
- 芸術アカデミー

1794年から1820年までパリの公証人であったシャルル＝ローラン・ボルダンの1835年4月7日付の遺言によって創設された。
賞金は、たとえばアカデミー・フランセーズの場合、500フランから5000フランまで年ごとに異なっている。

## 受賞者
- エルテール・マスカール（物理学者、1866年）
- ソフィア・コワレフスカヤ（数学者、1888年）
- ルネ・グルッセ（東洋学者、1930年）[2]
- フランソワ・シャトレ（哲学者、1974年）[2]
- ミルチャ・エリアーデ（宗教学者、1977年）[2]
- エリザベット・ド・フォントネ（哲学者、1982年）[2]